# Sitti Navarro
Sitti Navarro também conhecida como Sitti (Las Piñas, Grande Manila, 29 de novembro de 1984) é uma cantora filipina de bossa nova. Após lançar seu primeiro álbum, Café Bossa, em 2006, realizou outros espetáculos de bossa nova nas Filipinas.

## Início
Sitti Navarro é filha do advogado Rolando Navarro e de Lydia Baiddin, de Manila, Filipinas. Graduou-se na Universidade das Filipinas em abril de 2005 em Economia e obteve altas notas durante o curso. Também foi editora do jornal da faculdade e destacou-se entre os primeiros estudantes no colégio. Sitti ganhou dos concursos de beleza: o título de Miss Visayas 2001 no  Miss Travel Girl Pageant, e o segundo lugar no "Miss Silka" quando ganhou os títulos de Miss Simpatia e de Melhor em Trajes de Banho.

## Carreira musical
Desde os 16 anos Sitti se apresenta no Hyatt Calesa Bar e em outros lugares. Embora fosse seu sonho ser apresentadora na televisão, ela é agora uma das mais novas cantoras nas filipinas. Em 2004, a MTV local começou um programa chamado "MTV Supahstar: D' Super Search", no qual Sitti foi uma das ganhadoras. Ela também apareceu nos vídeos do grupo, mostrando seu talento. Isto a levou a assinar seu primeiro contrato de gravação.
Seu álbum de estreia, Café Bossa, foi lançado em 2006. Quatro canções foram lançadas: "Tattooed On My Mind", "Hey Look At The Sun", "I Didn't Know I Was Looking for Love" e "Para Sa Akin". Ela também é conhecida por sua versão de "One Note Samba", originalmente cantada pela rainha da bossa nova Astrud Gilberto, idolatrada por Sitti. Um álbum ao vivo, Sitti Live!, foi lançado no final de 2006 e Café Bossa foi relançado em 2007.
No início do segundo semestre de 2008, lançou seu primeiro álbum natalino, Ngayong Pasko. Diferentemente de seus álbuns anteriores, este álbum é puramente de versões, com apenas uma canção original, a canção-título, Ngayong Pasko. O álbum obteve disco de ouro em menos de um mês após o lançamento.
No final do primeiro semestre de 2009, Sitti lançou seu terceiro álbum de estúdio, intitulado "Contagious", contendo uma canção original com o título, "Is This Love", coescrita com Andrew Fromm, que também compôs o sucesso Christian Bautista, "The Way You Look At Me".

## Na Televisão
Sitti foi coapresentadora da segunda edição do Pinoy Big Brother, a versão filipina do programa (pinoy é um apelido para filipino) junto com Asia Agcaoili, que terminou com vitória de Beatriz Saw. Ela também foi garota-propaganda para o grupo de companhias Lush, especialmente para as marcas Fruitas, Buko Ni Fruitas e The Mango Farm chains em todo o país. Também faz parte de alguns outros programas na televisão filipina.

## Discografia
| Ano  | Detalhes                                                                            | Certificações (nas Filipinas)           |
| ---- | ----------------------------------------------------------------------------------- | --------------------------------------- |
| 2006 | [Café Bossa - Primeiro álbum de estúdio - Lançado em 2006 - Relançado em 2007       | - Disco de platina duplo - 60000 cópias |
| 2006 | Sitti Live! - Primeiro álbum ao vivo - Lançado em 15 de setembro de 2006            | - Disco de ouro - 15000 cópias          |
| 2007 | Sitti in the Mix: The Dense Modesto Remixes - Álbum de remixagens - Lançado em 2007 | —                                       |
| 2007 | My Bossa Nova - Segundo álbum de estúdio - Lançado em 2007 - Relançado em 2008      | - Disco de platina - 30,000+            |
| 2008 | Ngayong Pasko - Primeiro álbum natalino - Lançado em 2008                           | - Disco de ouro - 15000 cópias          |
| 2009 | Contagious - Terceiro álbum de estúdio - Lançado em 2009                            | —                                       |